# Franc Vodopivec (učitelj)
Franc Vodopivec, slovenski učitelj, * 12. julij 1834, Kamnje, Ajdovščina, † 29. oktober 1912, Gorica. 
Bil je sin kmečkih staršev, Mateja Vodopivca in Neže (roj. Čermelj). Franc Vodopivec, oče pravnika H. Vodopivca je bil od 1851 osnovnošolski in gimnazijski učitelj v Kobaridu, Gorici, Gospiću in na Reki, od 1871 spet v Gorici, od 1873 tudi okrajni šolski nadzornik v Gorici. Upokojen je bil leta 1899. Pod njegovim nadzorstvom se je osnovno šolstvo v Goriški pokrajini organiziralo in razširilo. Leta 1874 je izdelal Zemljevid poknežene grofije goriške in gradiščanske, ki je bil v šolski rabi do 1904.